# Монтро Фот Йон
 Тази статия е за града във Франция.  За кантона вижте Монтро Фот Йон (кантон).  
Монтро Фот Йон (на френски: Montereau-Fault-Yonne) е град в северна Франция, административен център на кантон Монтро Фот Йон в департамента Сен е Марн на регион Ил дьо Франс. Населението му е около 16 700 души (2012).
Разположен е на 53 метра надморска височина в Парижкия басейн, при вливането на Йона в Сена и на 70 километра югоизточно от центъра на Париж. Селището възниква около основан през VI век, през 1419 година става сцена на политическото убийство на влиятелния бургундски херцог Жан Безстрашни, а през 1814 година битката при Монтро е една от последните победи на Наполеон I.
Монтро е център на малка агломерация с население около 25 000 души, включваща още Сен Жермен Лавал, Варен сюр Сен и Кан Еклюз. През града преминава Европейски път E54 (Париж-Мюнхен).

## Известни личности
Починали в Монтро
- Жан Безстрашни (1371-1419), херцог на Бургундия